# کیم کی نام (سیاستمدار)
کیم کی نام (Chosŏn'gŭl: 김기남؛ ۲۸ اوت ۱۹۲۹ – ۷ مه ۲۰۲۴) یک عالی مقام اهل کره شمالی بود. او نایب رئیس (دبیر سابق) حزب کارگران کره و معاون سابق بخش تبلیغات و پروپاگاندا از سال ۲۰۱۷ تا ۱۹۸۹، مسئول هماهنگی مطبوعات، رسانه‌ها، هنرهای زیبا و انتشار برای حمایت از سیاست دولت بود. او همچنین نایب رئیس کمیته اتحاد مجدد مسالمت آمیز بود که در این سمت سفرهای متعددی را به جنوب، رهبری کرد و چندین دوره در مجلس عالی خلق خدمت کرد که برای اولین بار در نوامبر ۱۹۷۷ در آن انتخاب شد.

## زندگی‌نامه
کیم کی نام در اندا، هیلانگجیانگ، چین به دنیا آمد. او که فارغ‌التحصیل دانشگاه کیم ایل سونگ و مدارس حزب شوروی بود، ابتدا در امور خارجی (که در اوایل دهه ۱۹۵۰ سفیر کره شمالی در پکن بود) کار کرد و سپس در اواخر دهه ۱۹۶۰ به بخش تبلیغات و پروپاگاندا رفت. در سال ۱۹۷۴ به سردبیری مجله نظری حزب، کولوجا منصوب شد و در سال ۱۹۷۶ به سردبیری رودونگ سینمون ارتقا یافت. او با نوشتن مقالاتی که آیین کیم جونگ ایل را تبلیغ کرده است کرده و نقش تاریخی کیم ایل سونگ را ستایش کرده است، شناخته می‌شود. وی در اکتبر ۱۹۸۰ در ششمین کنگره حزب به عضویت درآمد.
کیم کی نام رئیس تبلیغات حزب و نویسنده اصلی شعارهای سیاسی کره شمالی در زمان کیم جونگ ایل بود. به او نقشی در تضمین جانشینی کیم جونگ اون داده شد و در سپتامبر ۲۰۱۰ به ششمین دفتر سیاسی منصوب شد. او یکی از تنها دو مقام غیرنظامی بود که تابوت کیم جونگ ایل را در جریان تشییع جنازه وی در دسامبر ۲۰۱۱ همراهی کرد، دیگری چو تائه بوک بود. او همچنین در ژوئن ۲۰۱۶ در کمیسیون امور دولتی که تشکیل شد، مقام داشت. او در اکتبر ۲۰۱۷ توسط پاک کوانگ هو در تمام وظایفش در پلنوم کمیته مرکزی جایگزین شد. او در سال ۲۰۱۶ توسط دولت ایالات متحده تحت تحریم قرار گرفت.

### درگذشت
کیم کی نام ۷ مه ۲۰۲۴ به علت کهولت سن و از کار افتادن «چند عضو داخلی» در سن ۹۴ سالگی درگذشت.